# Musica è
«Musica è» (с итал. — «Музыка») — четвёртый студийный альбом итальянского певца и композитора Эроса Рамаццотти, был выпущен в 1988 году лейблом Bertelsmann Music Group.

## Об альбоме
Существуют две версии данного альбома — стандартный, состоящий из пяти треков; и расширенный, состоящий из восьми дорожек, также включающий в себя ремиксы на более ранние композиция Рамаццотти (в частности, из альбома «In certi momenti»).
Заглавная песня — «Musica è», является гимном музыке. Песня стала одной из наиболее значительных композиций в творчестве исполнителя.

## Список композиций

### Стандартная версия
Слова и музыка всех песен — Пьеро Кассано, Аделио Кольиати, Эрос Рамаццотти.
| №                   | Название              | Длительность |
| ------------------- | --------------------- | ------------ |
| 1.                  | «Musica è»            | 11:00        |
| 2.                  | «Ti sposerò perché»   | 4:02         |
| 3.                  | «In segno d'amicizia» | 3:53         |
| 4.                  | «Solo con te»         | 5:04         |
| 5.                  | «Uno di noi»          | 3:51         |
| Общая длительность: | Общая длительность:   | 27:50        |

### Расширенная версия
| №                   | Название                             | Длительность |
| ------------------- | ------------------------------------ | ------------ |
| 1.                  | «Musica è»                           | 11:00        |
| 2.                  | «La luce buona delle stelle» (remix) | 4:47         |
| 3.                  | «Ti sposerò perché»                  | 4:02         |
| 4.                  | «In segno d'amicizia»                | 3:53         |
| 5.                  | «Solo con te»                        | 5:04         |
| 6.                  | «Uno di noi»                         | 3:51         |
| 7.                  | «Voglio volare»                      | 3:38         |
| 8.                  | «Occhi di speranza» (remix)          | 3:16         |
| Общая длительность: | Общая длительность:                  | 39:31        |

## Чарты
| Страна     | Позиция |
| ---------- | ------- |
| Италия     | 2       |
| Швейцария  | 2       |
| Германия   | 4       |
| Нидерланды | 7       |
| Австрия    | 10      |

## Хронология релизов
| Дата     | Лейбл                    | Формат |
| -------- | ------------------------ | ------ |
| 1988 год | BMG                      |        |
| 1988 год | BMG                      | CD     |
| 1991 год | Sony Music Entertainment | CD     |
| 1993 год | BMG                      | CD     |
| 1994 год | BMG Ariola               | CD     |
| 2006 год | DDD                      | CD     |